# Piazza Dante (Génova)

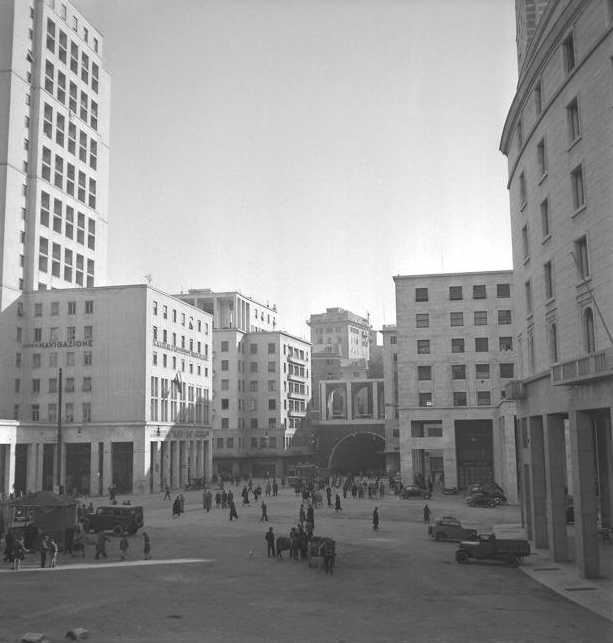
La Piazza Dante en la posguerra de la Segunda Guerra Mundial.

La Piazza Dante es una plaza del centro de Génova, Italia. Creada en los años treinta del siglo XX, cuando con la realización del Piano delle aree centrali se demolió completamente el antiguo barrio de Ponticello, se encuentra en una zona rica en actividades económicas y comerciales.

## Descripción
La plaza dedicada al Sommo Poeta es conocida sobre todo porque allí se sitúan la Porta Soprana, uno de los pocos elementos que han sobrevivido hasta nuestros días de la cinta de murallas del siglo XII, llamada del Barbarossa, la casa de Colón, residuo de una fila de edificios adosada a la Porta Soprana que se situaba en el Vico Dritto Ponticello, y el claustro del desaparecido convento de San Andrea, reconstruido aquí tras la demolición del complejo monástico, transformado en cárcel en el siglo XIX, que se situaba a poca distancia. Es fuerte el contraste entre estas construcciones antiguas y los dos rascacielos de estilo racionalista, entre ellos, la Torre Piacentini, que con sus 108 m fue durante años el edificio más alto de Europa. La homónima Via Dante la une a la céntrica Piazza De Ferrari, mientras que en el otro extremo de la plaza se abre la Galería Cristoforo Colombo, que une el centro de la ciudad con el barrio de Foce.

## Historia

### El barrio de Ponticello
Viendo la plaza en la actualidad, resulta difícil imaginar este lugar tal y como se presentaba hasta los años inmediatamente anteriores a la Segunda Guerra Mundial, cuando en su lugar se situaba el populoso barrio de Ponticello, encerrado entre las colinas de Carignano, Sarzano y Sant'Andrea. El barrio recibía su nombre de un pequeño puente sobre el torrente Rivo Torbido, un modesto curso de agua que atraviesa toda la zona de Portoria, cubierto desde el siglo XVI.
Este barrio, uno de los más antiguos de la zona de Portoria, se situaba justo fuera de las murallas de Barbarossa, a lo largo de la calle que salía de la ciudad por la Porta Soprana y se dirigía hacia el este. Justo fuera de la puerta, más bien adosadas a ella, había dos modestas filas de edificios a lo largo del Vico Dritto Ponticello, entre las cuales estaba la casa-taller de Domenico Colombo, tejedor, padre del célebre navegante. Aquí se encontraba también uno de los hospitales más antiguos de la ciudad, cerrado a finales del siglo XV, cuando se abrió a poca distancia el más moderno Ospedale di Pammatone. Las casas de esta calle fueron dañadas gravemente por el bombardeo naval francés de 1684 y reconstruidas poco tiempo después.

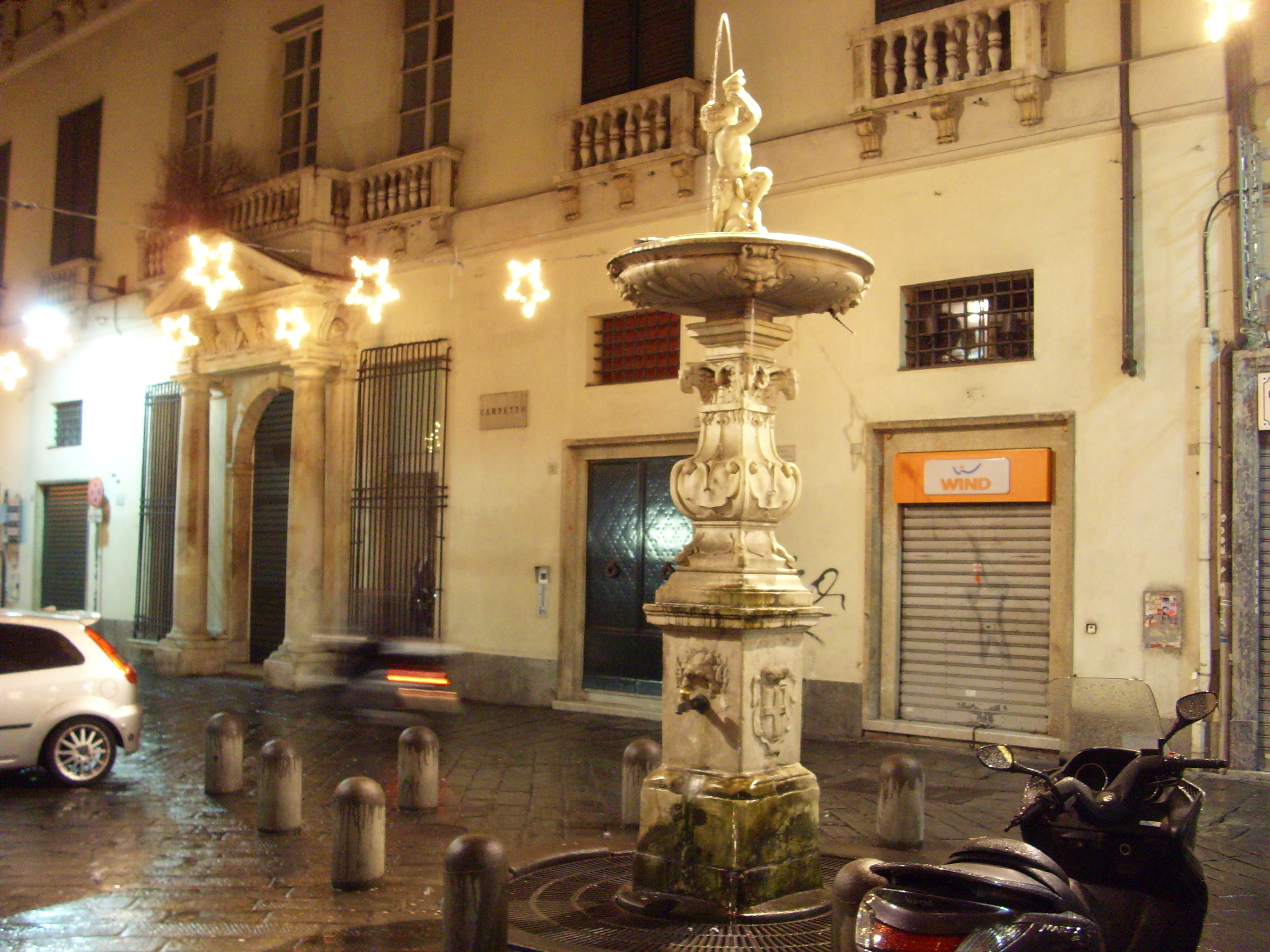
El barchile de la Piazza Ponticello, en su colocación actual en Piazza Campetto.

La Piazza Ponticello, con una fuente de 1643 (llamada barchile) en el centro, obra de Giovanni Mazzetti (actualmente recolocada en la Piazza Campetto, en el centro histórico), ocupaba la zona del actual ensanchamiento presente en la parte final de la Via Fieschi, en el cruce con la Via Giosuè Carducci y la Via Porta d'Archi. Una placa de mármol recuerda que aquí vivió Antonio Gallo, notario y político de la República de Génova, contemporáneo de Colón.
A la izquierda de la Porta Soprana (para quien salía de la ciudad), se elevaba la colina de Sant'Andrea, en cuya cima se situaba el complejo conventual de Sant'Andrea, originalmente propiedad de las monjas benedictinas, pasado en el siglo XVI a las agustinas y finalmente cerrado en 1798 por las leyes de supresión de las órdenes religiosas promulgadas por la República Ligur napoleónica. En 1817 el convento fue destinado a cárcel, hasta que en el 1904 toda la colina fue allanada para permitir la ampliación de la Piazza De Ferrari y la finalización de la Via XX Settembre. Durante las obras de excavación de la colina de Sant'Andrea se hallaron restos de una gran necrópolis de época prerromana.
En la zona obtenida por las excavaciones se abrió la Via Dante y se construyeron el Palazzo della Nuova Borsa, el de las Poste y el del Banca d'Italia. La iglesia anexa al convento conservaba numerosas obras de arte de importantes artistas genoveses, sobre todo del siglo XVII, entre los cuales Luca Cambiaso, Giovanni Carlone, Domenico Parodi y Domenico Piola, dispersas en gran parte con la clausura del complejo a principios dl siglo XIX. El pequeño claustro interior, única parte conservada de toda la estructura, fue trasladado en 1925 al lado de la casa de Colón. Junto con el complejo monástico y las casas de la colina, en esta fase se demolieron las casas al norte del Vico dritto Ponticello, preservando solo la casa de Colón, desde entonces aislada y privada del contexto urbano en el que se insertaba.

### La demolición del barrio y la creación de la plaza
Después de la primera fase de demoliciones, en los años treinta se ejecutó un nuevo plano urbanístico, denominado Piano delle aree centrali, que tenía el objetivo de crear un nuevo centro financiero y a realizar, con la apertura de la Galleria Colombo que atraviesa la colina de Carignano (1937), una nueva conexión entre el centro y la plaza de la Victoria alternativa a la Via XX Settembre.
Así se demolieron las antiguas casas situadas alrededor de la plaza Ponticello y los edificios que habían sobrevivido en el lado sur del Vico dritto Ponticello. En el espacio que se creó se construyeron algunos edificios de estilo racionalista, entre los cuales dos rascacielos, situados en la nueva plaza, continuación de la Via Dante, y a la que se le atribuyó el mismo nombre. Se abrieron otras calles en el nuevo barrio para unir la plaza con la Via XX Settembre: la Via Ceccardo Roccatagliata Ceccardi y la prolongación de la Via Fieschi sobre parte de la antigua Piazza Ponticello.

## Edificios

### Casa de Colón

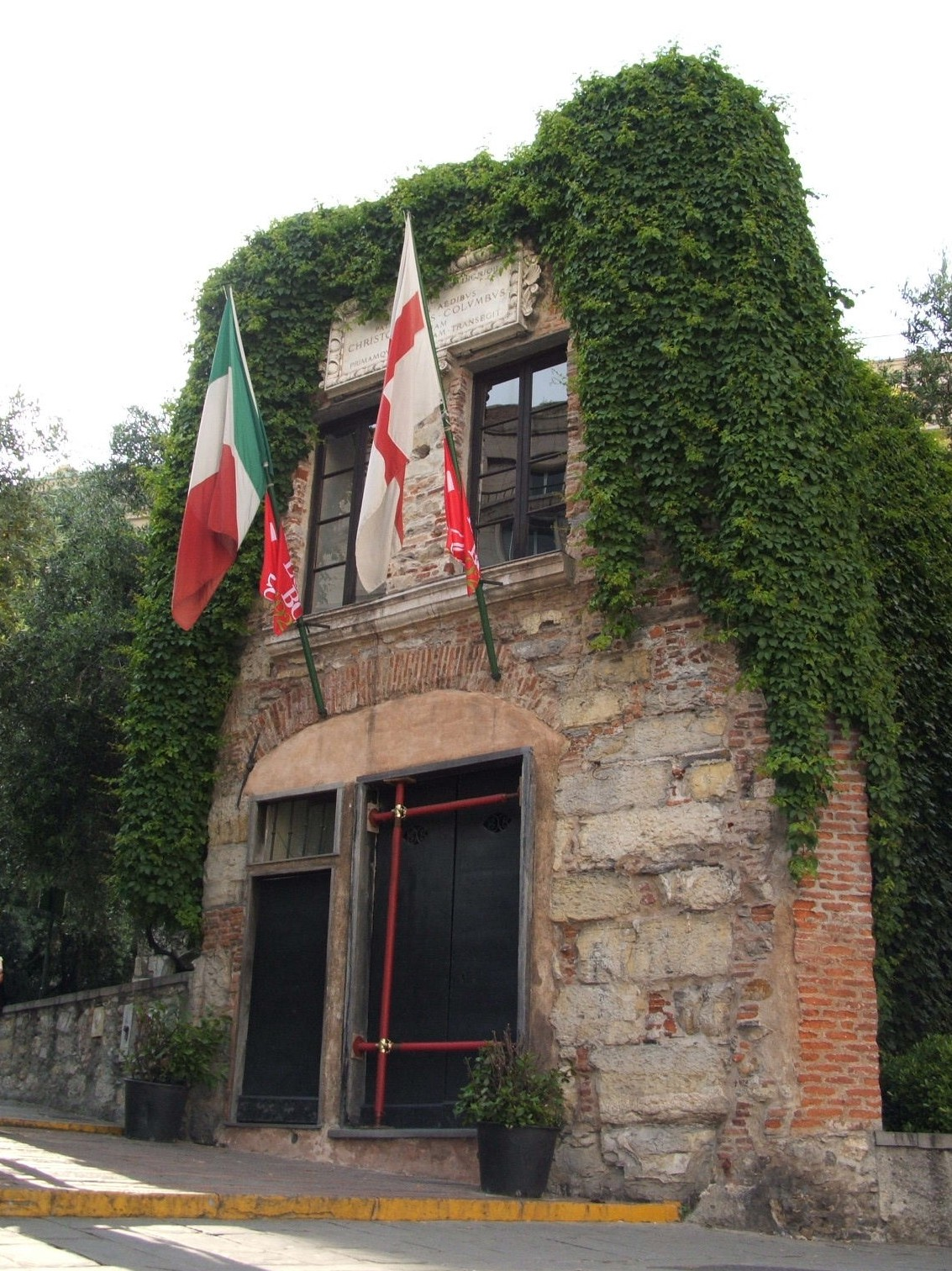
La casa de Colón.

En la breve cuesta que conduce a la Porta Soprana, resto del antiguo Vico dritto Ponticello, actualmente englobada en la plaza, se encuentra la casa donde vivió en su infancia Cristóbal Colón entre el 1455 y el 1470. Sin embargo, no es la casa natal del gran navegante, que se encontraba en el Vico dell'Olivella, en la cercana zona de Pammatone y fue probablemente demolida en esos mismos años para construir el Ospedale di Pammatone. 
La casa de Domenico Colombo, de profesión lanero, formaba parte de una fila de casas-taller alineadas a lo largo del callejón que conducía a la Porta Soprana. Estas casas, destruidas o gravemente dañadas por el bombardeo francés de 1684, fueron reconstruidas o restauradas en los años posteriores. La casa de Colón, en el número 37 de la calle, fue comprada en 1887 por el Ayuntamiento de Génova, que hizo colocar allí una placa conmemorativa. Pocos años después, con el allanamiento de toda la colina de Sant'Andrea, se demolieron las casas del lado norte del Vico dritto Ponticello. Solo se conservó parcialmente este edificio, manteniendo las primeras dos plantas (correspondientes al edificio original), mientras que se eliminaron las tres plantas superiores (añadidas probablemente en la restauración del siglo XVIII). La casa-museo de Cristóbal Colón y la vecina Porta Soprana, ambas abiertas al público y visitables, forman parte de un polo museístico confiado a la asociación cultural Porta Soprana.

### Porta Soprana

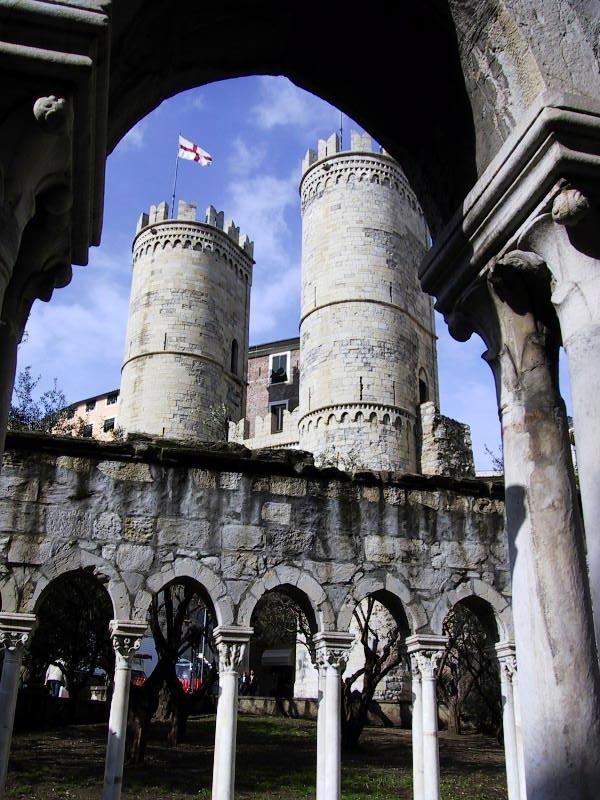
Las torres de la Porta Soprana vistas desde el claustro de Sant'Andrea.

Era una de las principales puertas de la cinta de murallas medieval llamada del Barbarossa y está situada en la cima del Piano di Sant'Andrea. Ya a partir del siglo XIV, cuando con la construcción de una nueva cinta de murallas más exterior la puerta había perdido su importancia estratégica, junto a sus torres se construyeron casas. En la última década del siglo XIX el arco y la torre septentrional fueron restaurados por Alfredo d'Andrade, en la época director de la Superintendencia de Bellas Artes; en 1938, bajo la dirección de Orlando Grosso, se restauró también la torre meridional, que había estado hasta entonces englobada en un edificio residencial. La estructura de la puerta recuerda a la de las puertas romanas de finales del Imperio Romano, con un arco apuntado que se abre entre dos torres semicilíndricas coronadas por almenas gibelinas.

### Claustro de Sant'Andrea
En un pequeño espacio verde junto a la casa de Colón se reconstruyó el claustro del desaparecido convento de Sant'Andrea, demolido en 1904. De estilo románico, del siglo XII, tiene una planta rectangular y está constituido por columnillas geminadas en los lados y a grupos de seis en las esquinas, con capiteles decorados por motivos fitomorfos y zoomorfos; los elementos que lo componían, restaurados por el arquitecto Alfredo d'Andrade, fueron reconstruidos en este lugar en 1924.

### Torre Piacentini

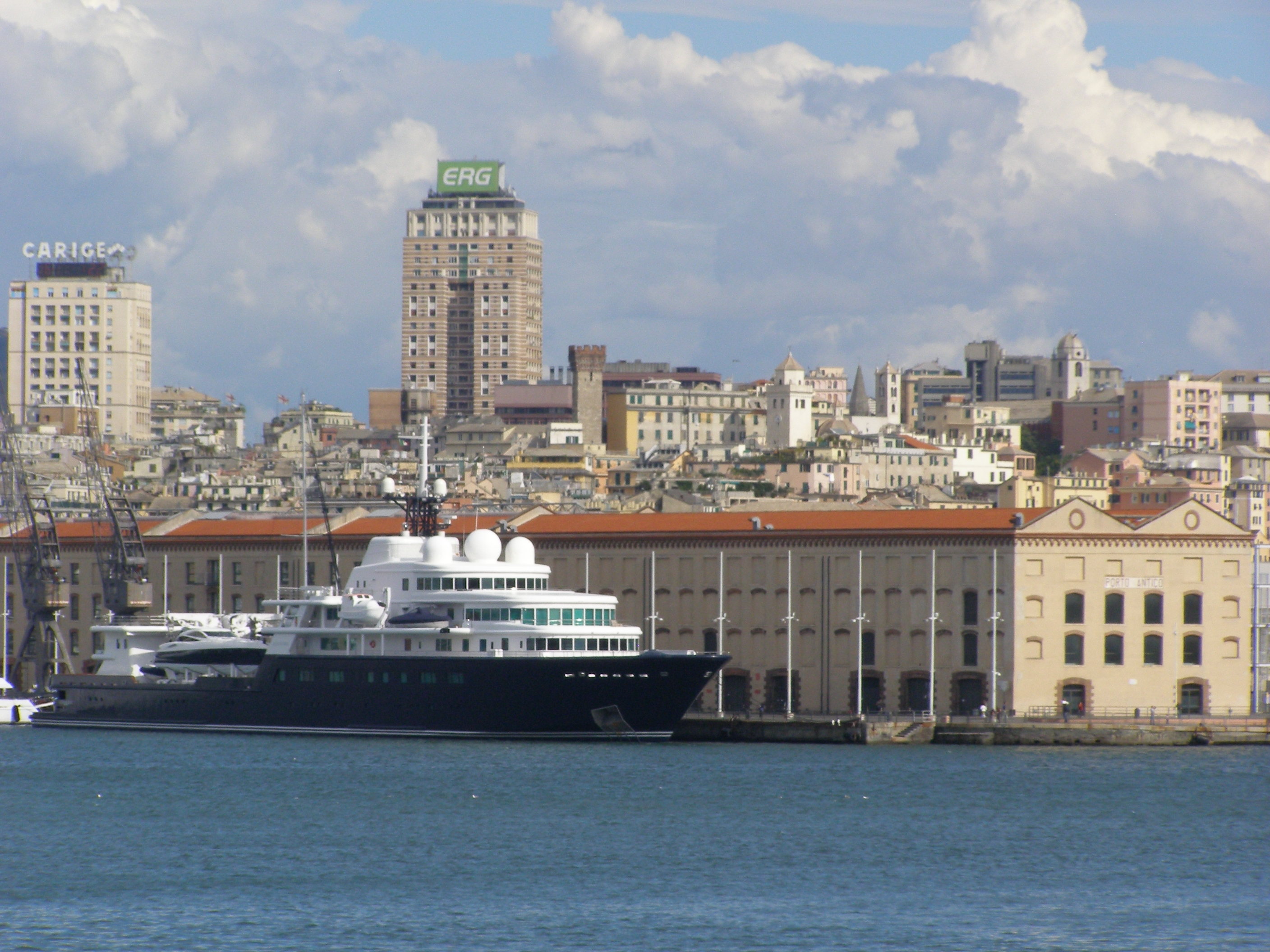
Los rascacielos de la Piazza Dante vistos desde el puerto antiguo.

Construida entre 1935 y 1940 según el proyecto del arquitecto Marcello Piacentini, tiene 31 plantas y 108 m de altura (alcanza los 120 m con las estructuras presentes en su cima). La terraza de la última planta, actualmente llamada Terrazza Colombo, ha recibido los diferentes nombres de los locales que ha albergado (primero Terrazza Capurro y posteriormente, hasta los años ochenta, Terrazza Martini). Las últimas cuatro plantas del rascacielos albergan las oficinas y los estudios de la emisora de televisión Primocanale.

### Torre Dante due
Dante due, con sus 83 m (24 plantas), fue el edificio más alto de la ciudad durante un año, entre 1939 y 1940, hasta que se completó la Torre Piacentini. Actualmente ha sido superado en altura por numerosos edificios de Génova, pero en la época fue uno de los rascacielos más altos de Italia, y el segundo (tras la Torre Littoria de Turín) que superó los 80 metros. El edificio es del estilo racionalista entonces de moda. Actualmente el rascacielos tiene un logo publicitario de la Banca Carige que lo lleva a una altura total de unos 95 m.

## Galería

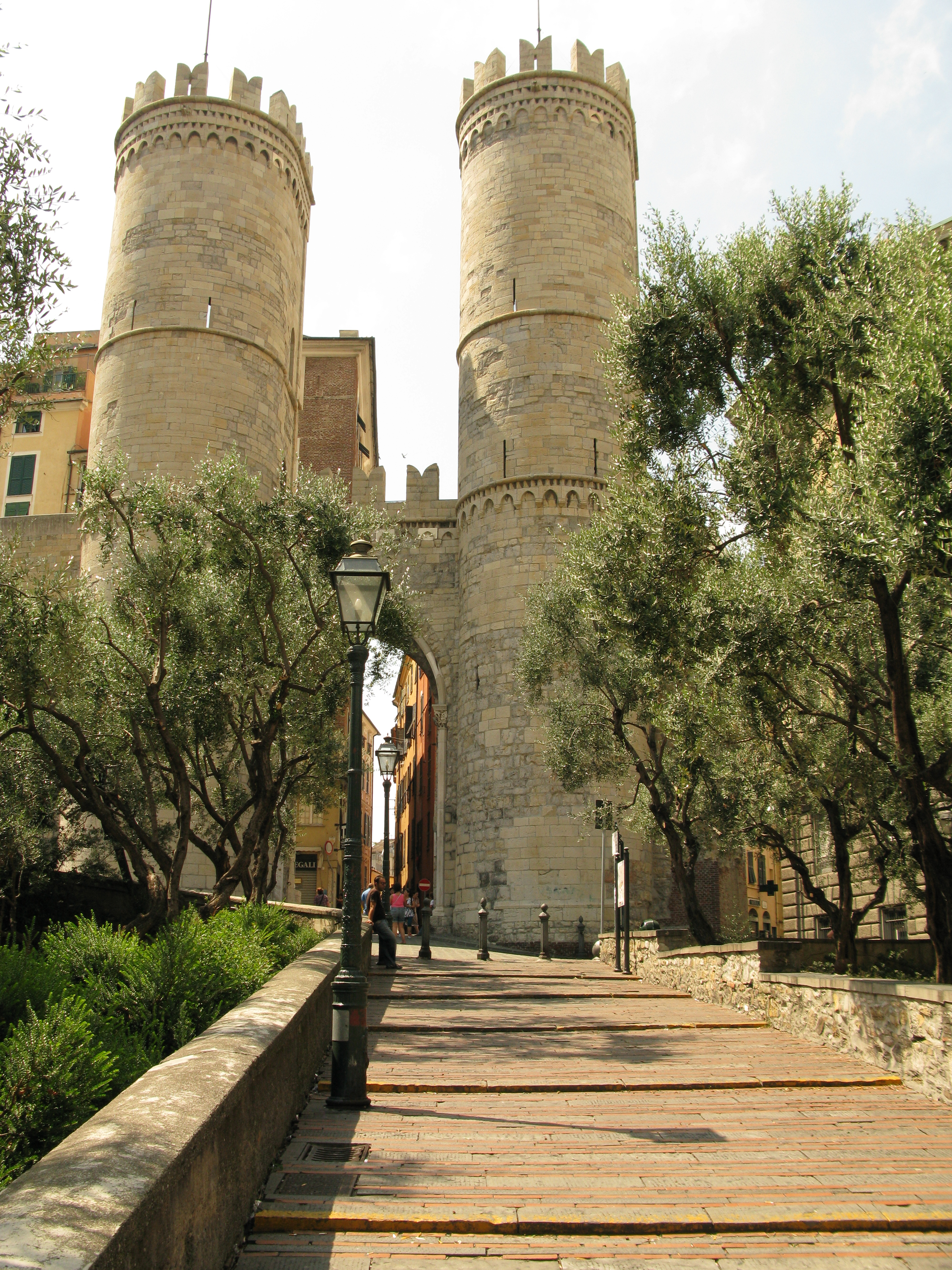
Las torres de la Porta Soprana.
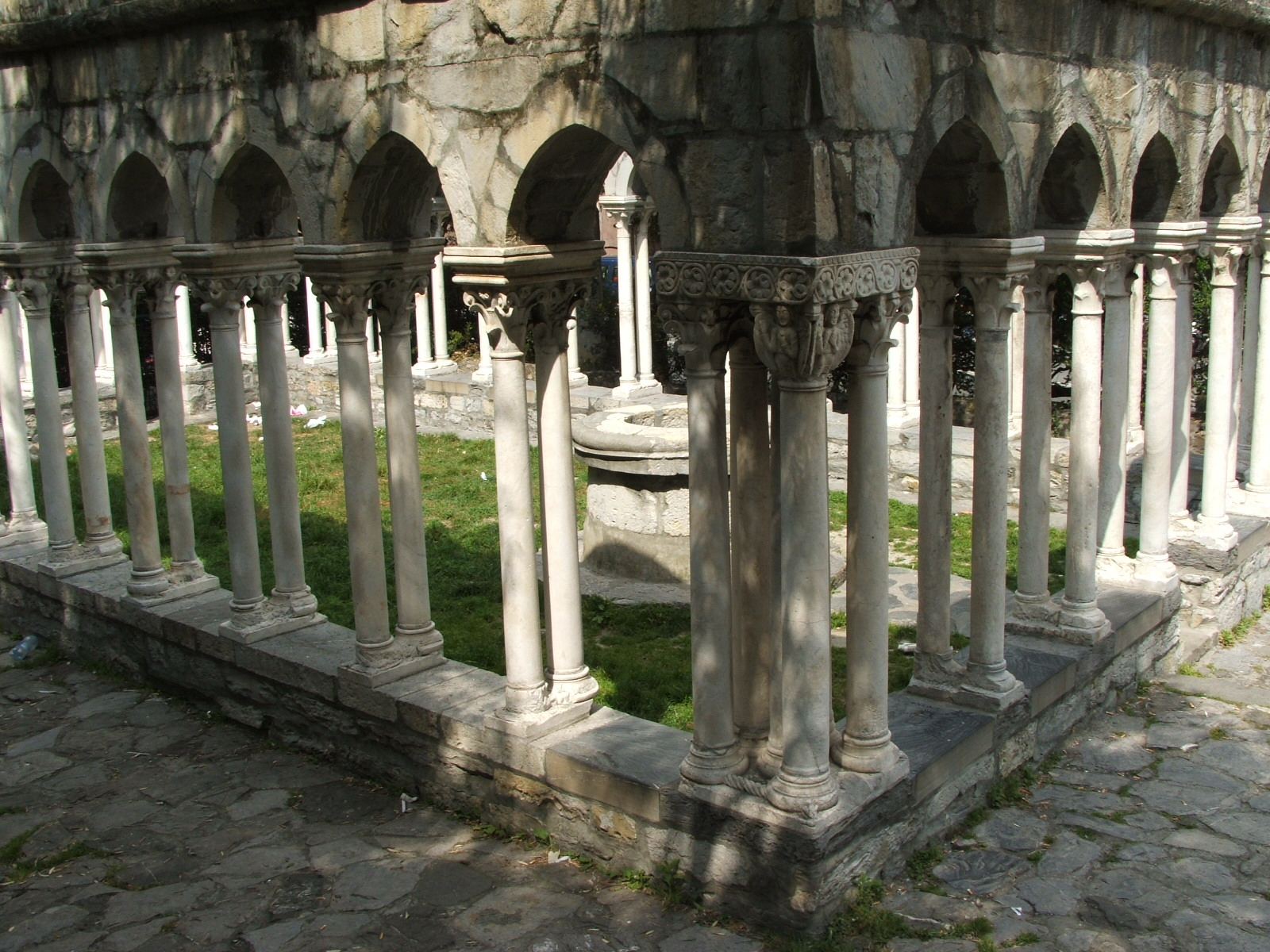
El claustro de Sant'Andrea.
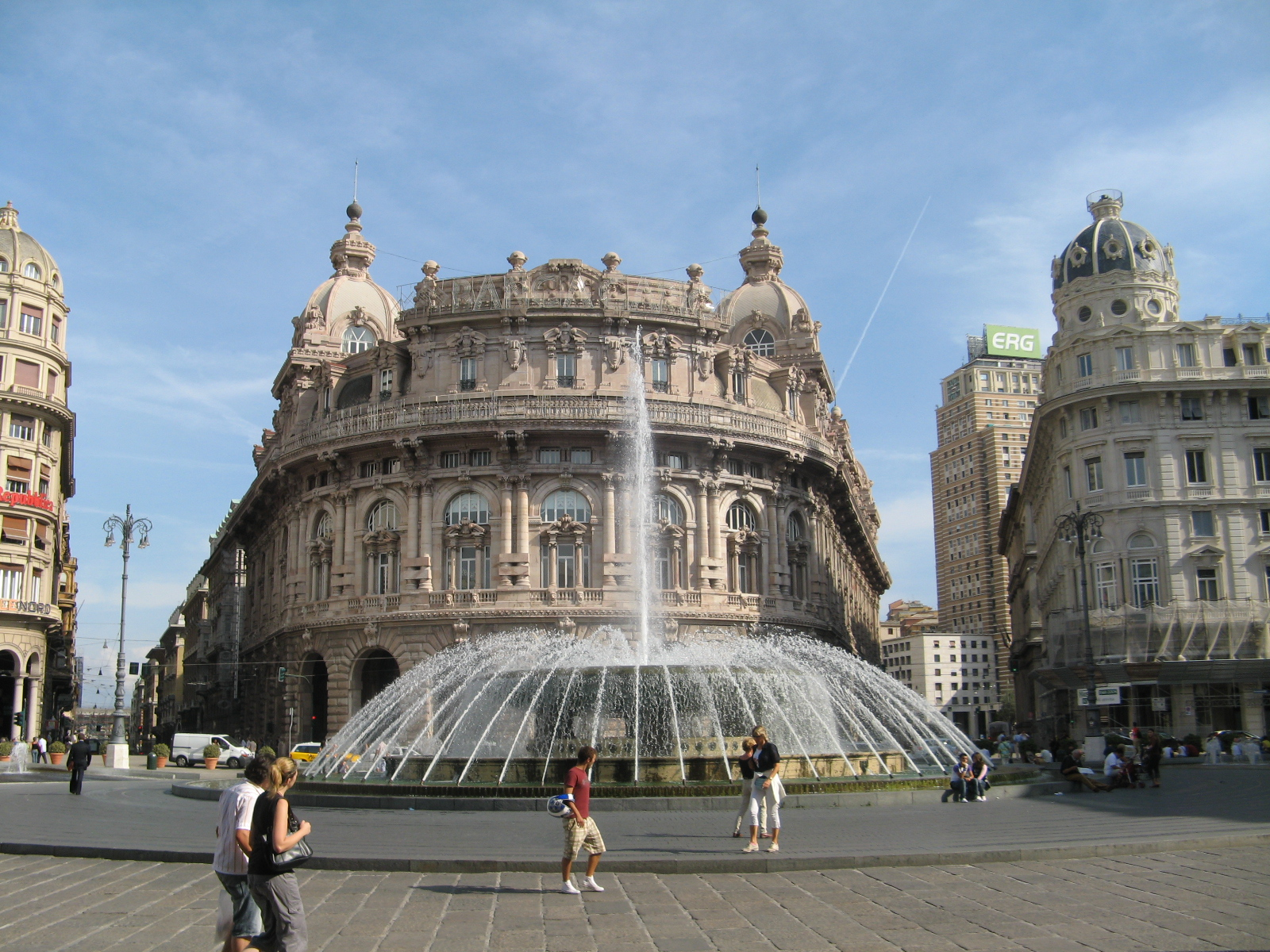
La Torre Piacentini vista desde la Piazza De Ferrari.